# Jari Vandeputte
Jari Vandeputte (Gand, 14 febbraio 1996) è un calciatore belga, centrocampista della Cremonese.

## Caratteristiche tecniche
Gioca come esterno offensivo sulla fascia sinistra ed è abile sia in fase realizzativa che come assist-man.

## Carriera

### Club
Vandeputte è cresciuto nel settore giovanile del Gent, dove ha debuttato il 27 luglio 2013 nell'incontro di Pro League pareggiato 1-1 contro il Waasland-Beveren, in cui ha fornito l'assist per il gol della sua squadra. Nel 2014 è stato prestato al Roeselare e dal 2015 al 2017 ha giocato all'Eindhoven, sempre in prestito.
Nel 2017 è stato acquistato a titolo definitivo dalla Viterbese Castrense. Ha debuttato in Serie C il 27 agosto contro il Prato ed ha trovato subito la via del gol.
Il 2 settembre 2019 è stato acquistato dal L.R. Vicenza a titolo definitivo. Promosso con il club al termine della stagione, il 26 settembre 2020 ha debuttato in Serie B nell'incontro perso 1-0 contro il Venezia.
Il 22 luglio 2021 è stato ceduto in prestito al Catanzaro, ed al termine della stagione si è unito al club calabrese a titolo definitivo. Nell'annata successiva, è tra protagonisti della promozione in Serie B dei giallorossi.
Il 4 luglio 2024, viene ingaggiato in prestito con obbligo di riscatto dalla Cremonese, sempre in Serie B. il 26 dicembre segna la sua prima rete con i grigiorossi, decidendo la trasferta in casa del Cesena.  Chiude la stagione regolare con 4 gol e 13 assist diventando il miglior assist-man del campionato insieme a Domenico Berardi del Sassuolo.
A seguito della promozione in Serie A, scatta l'obbligo di riscatto del cartellino del calciatore, che diviene totalmente un giocatore della squadra lombarda.

### Nazionale
Ha giocato nelle nazionali giovanili belghe Under-15, Under-17, Under-18 ed Under-19.

## Statistiche

### Presenze e reti nei club
Statistiche aggiornate al 1º giugno 2025.
| Stagione         | Squadra             | Campionato       | Campionato | Campionato | Coppe nazionali | Coppe nazionali | Coppe nazionali | Coppe continentali | Coppe continentali | Coppe continentali | Altre coppe | Altre coppe | Altre coppe | Totale | Totale |
| Stagione         | Squadra             | Comp             | Pres       | Reti       | Comp            | Pres            | Reti            | Comp               | Pres               | Reti               | Comp        | Pres        | Reti        | Pres   | Reti   |
| ---------------- | ------------------- | ---------------- | ---------- | ---------- | --------------- | --------------- | --------------- | ------------------ | ------------------ | ------------------ | ----------- | ----------- | ----------- | ------ | ------ |
| 2013-2014        | Gent                | D1               | 4+2        | 0          | CB              | 1               | 0               |                    | -                  | -                  |             | -           | -           | 7      | 0      |
| 2014-2015        | Roeselare           | D2               | 21         | 2          | CB              | 1               | 0               |                    | -                  | -                  |             | -           | -           | 22     | 2      |
| 2015-2016        | Eindhoven           | 1D               | 31+2       | 2+0        | CO              | 1               | 0               |                    | -                  | -                  |             | -           | -           | 34     | 2      |
| 2016-2017        | Eindhoven           | 1D               | 27         | 4          | CO              | 0               | 0               |                    | -                  | -                  |             | -           | -           | 27     | 4      |
| Totale Eindhoven | Totale Eindhoven    | Totale Eindhoven | 58+2       | 6          |                 | 1               | 0               |                    | -                  | -                  |             | -           | -           | 61     | 6      |
| 2017-2018        | Viterbese Castrense | C                | 35+6       | 6+1        | CI-C            | 7               | 2               |                    | -                  | -                  |             | -           | -           | 48     | 9      |
| 2018-2019        | Viterbese Castrense | C                | 27+2       | 2+0        | CI+CI-C         | 3+7             | 2+1             |                    | -                  | -                  |             | -           | -           | 39     | 5      |
| ago. 2019        | Viterbese Castrense | C                | 2          | 0          | CI+CI-C         | 1+0             | 0               |                    | -                  | -                  |             | -           | -           | 3      | 0      |
| Totale Viterbese | Totale Viterbese    | Totale Viterbese | 64+8       | 8+1        |                 | 18              | 5               |                    | -                  | -                  |             | -           | -           | 90     | 14     |
| set. 2019-2020   | L.R. Vicenza        | C                | 25         | 2          | CI+CI-C         | 0+2             | 0               |                    | -                  | -                  |             | -           | -           | 27     | 2      |
| 2020-2021        | L.R. Vicenza        | B                | 28         | 1          | CI              | 2               | 1               |                    | -                  | -                  |             | -           | -           | 30     | 2      |
| Totale Vicenza   | Totale Vicenza      | Totale Vicenza   | 53         | 3          |                 | 4               | 1               |                    | -                  | -                  |             | -           | -           | 57     | 4      |
| 2021-2022        | Catanzaro           | C                | 34+4       | 7+0        | CI+CI-C         | 2+3             | 0               |                    | -                  | -                  |             | -           | -           | 43     | 7      |
| 2022-2023        | Catanzaro           | C                | 34         | 11         | CI+CI-C         | 0+1             | 0               |                    | -                  | -                  | SC-C        | 2           | 0           | 37     | 11     |
| 2023-2024        | Catanzaro           | B                | 36+3       | 9+0        | CI              | 2               | 1               |                    | -                  | -                  |             | -           | -           | 41     | 10     |
| Totale Catanzaro | Totale Catanzaro    | Totale Catanzaro | 104+7      | 27         |                 | 8               | 1               |                    | -                  | -                  |             | 2           | 0           | 121    | 28     |
| 2024-2025        | Cremonese           | B                | 35+4       | 4+1        | CI              | 2               | 0               | -                  | -                  | -                  | -           | -           | -           | 41     | 5      |
| Totale carriera  | Totale carriera     | Totale carriera  | 339+23     | 50+2       |                 | 35              | 7               |                    | -                  | -                  |             | 2           | 0           | 399    | 59     |

## Palmarès

### Club

#### Competizioni nazionali
- Coppa Italia Serie C: 1

Viterbese: 2018-2019
- Serie C: 2

L.R. Vicenza: 2019-2020 (girone B)
Catanzaro: 2022-2023 (girone C)
- Supercoppa Serie C: 1

Catanzaro: 2023